# 인터페론 감마
인터페론 감마(interferon gamma, IFN-γ)는 이량체로 구성된 용해성 사이토카인으로, 제2형 인터페론의 유일한 구성원이다. 일찍이 '면역 인터페론'(immune interferon)으로 알려졌던 이 인터페론 감마는 E. F. Wheelock이 피토헤마글루티닌에 의해 자극된 인간 백혈구의 생산물로서 처음 그 존재를 알게 됐다. 항원에 의해 자극된 인간 림프구나 투베르쿨린에 감작된 생쥐의 복막 림프구에서도 발견되었다. 만톡스 검사(PPD)에서의 상청액(침전된 용액 위에 뜬 용액)은 인디아나 수포성바이러스의 성장을 억제하는 것이 밝혀졌다. 이 보고들은 현재는 결핵을 진단하는 데에 널리 사용되는 인터페론 감마 분비 검사(IGRA)의 기초가 되는 관찰 역시 포함하고 있었다. 사람에서 인터페론 감마 단백질은 IFNG 유전자에 의해 암호화된다.

## 기능
인터페론 감마, 또는 제2형 인터페론은 바이러스성 질병, 일부 병원성 세균, 원충 감염에 대항하는 선천면역과 적응면역에 중요한 사이토카인이다. 인터페론 감마는 대식세포의 중요한 활성화 인자이며 제2형 주조직 적합성 복합체 분자 발현을 유도하는 인자이다. 인터페론 감마의 잘못된 발현은 여러 자가 면역 질환과 연관되어 있다. 면역계에서 인터페론 감마의 중요성은 바이러스 복제를 억제하는 능력이 일부를 차지한다. 이보다 더 중요한 것은 면역자극제와 면역조절제로서의 효과이다. 인터페론 감마는 선천면역계의 일부인 자연 살해 세포(NK세포)와 자연 살해 T세포(NKT세포), 그리고 항원 특이적인 적응면역계의 일부인 CD4+ 보조 T세포(Th1)와 CD8+ 세포독성 T세포에 의해 주로 생산된다. 또한 2010년대 초반 들어 처음 발견된 면역계 세포인, 세포독성이 없는 선천성 림프구 세포(ILCs)도 인터페론 감마를 생산한다.

## 구조
인터페론 감마 단량체는 여섯 개의 알파 나선 코어와 접히지 않고 뻗어 있는 C 말단 부위의 서열로 이루어져 있다. 이는 밑의 구조 모델에 나타나 있다. 구조의 코어에 있는 알파 나선에 1부터 6까지 번호가 매겨져 있다.

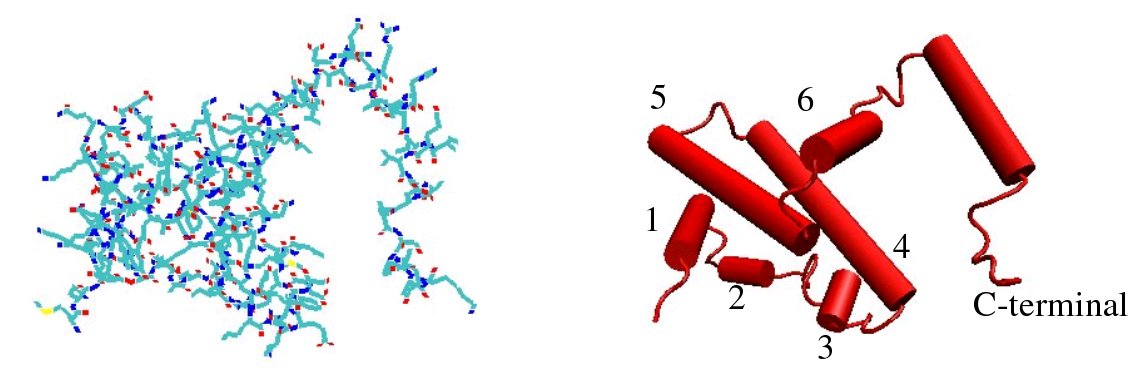
그림 1. 인터페론 감마 단량체의 그림.

생물학적으로 활성을 가지는 이량체는 밑에서도 볼 수 있듯 두 단량체가 역평행하게 뒤얽혀 형성된다. 단량체 하나는 빨간색으로, 다른 하나는 파란색으로 그려져 있다.

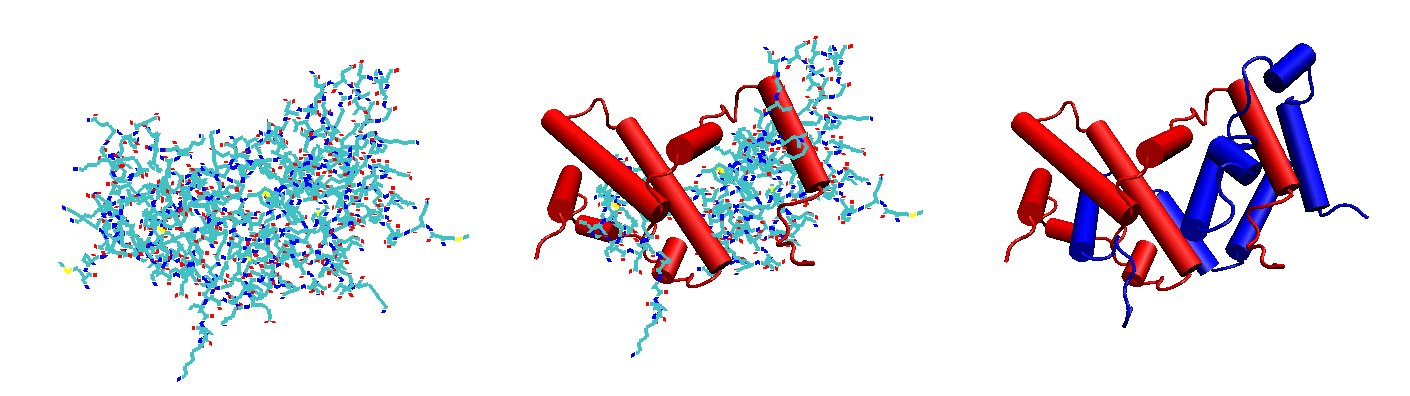
그림 2. 인터페론 감마 이량체의 그림.

## 수용체 결합

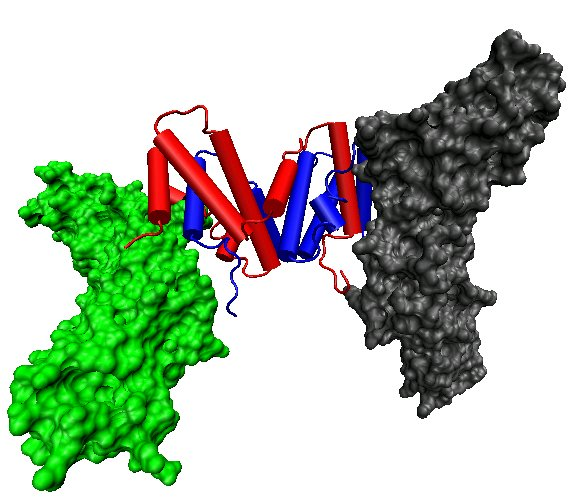
그림 3. IFNGR1 수용체 두 분자와 상호작용하고 있는 인터페론 감마 이량체.

인터페론 감마 수용체 1(IFNGR1)과 인터페론 감마 수용체 2(IFNGR2)로 이루어진 이종이량체인 인터페론 감마 수용체가 인터페론 감마와 상호작용하여 세포 반응을 활성화시킨다. 수용체에 결합한 인터페론 감마는 JAK-STAT 신호전달 경로를 활성화시킨다. 이 경로가 활성화되면 MHC II 유전자를 포함한 인터페론 자극 유전자(ISG)의 상향조절을 유도한다. 또한 세포 표면에 존재하는 글리코사미노글리칸인 헤파란 황산염(HS)과도 결합한다. 그러나 다른 많은 헤파린 황산염과 결합하여 생물학적 활성을 촉진하는 단백질들과 다르게, 인터페론 감마가 HS에 결합하면 생물학적 활성을 억제한다.
그림 1에서 3까지 본 인터페론 감마의 구조 모델은 모두 C말단에서 17개의 아미노산으로 짧아진다. 인터페론 감마의 총 길이는 143개의 아미노산으로 이루어져 있으며, 그림의 구조 모델은 126개 아미노산으로 되어 있다. 헤파란 황산염과의 친화력은 오직 삭제된 17개의 아미노산 길이로 인해 결정된다. 이 17개의 아미노산 서열에 D1과 D2라고 부르는 두 염기성 아미노산의 클러스터가 놓여 있다. 헤파란 황산염은 이 두 클러스터들과 모두 상호작용한다. 헤파란 황산염이 존재하지 않으면 D1 서열의 존재로 인해 인터페론 감마 복합체가 형성되는 속도가 증가한다. D1 클러스터와 수용체 사이의 상호작용은 복합체 형성의 첫 단계일 수 있다. 헤파란 황산염은 D1에 결합하면서 수용체와 경쟁할 수 있으며, 이로 인해 활성화된 수용체 복합체가 형성되는 것을 방지할 수 있다.
헤파란 황산염이 인터페론 감마와 상호작용하는 것의 생물학적 중요성은 명확하지 않다. 그러나, D1 클러스터가 헤파란 황산염과 결합하여 단백질분해과정으로부터 보호될 수도 있다.

## 생물학적 활성
IFN-γ는 보조 T세포(특히 Th1 세포)와 세포독성 T세포(Tc), 대식세포, 점막의 상피세포, 자연 살해 세포에 의해 분비된다. IFN-γ는 초기 면역 반응에서 전문 항원제시세포(pAPC)으로의 중요한 자가분비 신호이며, 또한 적응면역 반응에서도 중요한 주변분비 신호이다. 인터페론 감마의 발현은 사이토카인 인터루킨 12, 인터루킨 15, 인터루킨 15, 제1형 인터페론에 의해 유도된다. 인터페론 감마는 유일한 제2형 인터페론으로, 제1형 인터페론과 혈청학적으로 구별된다. 인터페론 감마는 산에 약하지만 제1형 인터페론은 산에 강하다.
인터페론 감마는 항바이러스, 면역조절, 항종양 활성을 가진다. 30개까지 유전자의 전사를 변화시켜 다양한 생리학적, 세포 단위 반응을 일으킨다. 인터페론 감마의 효과는 다음과 같다.
- 자연 살해 세포 활성을 촉진함[22]
- 대식세포의 항원제시 능력과 리소좀 활성을 증가시킴
- 유도 일산화 질소 합성효소(inducible NO synthase, iNOS)를 활성화시킴
- 활성화된 형질세포(B세포의 일종)의 IgG2a와 IgG3 생산을 유도함
- 일반 세포들의 제1형 주조직 적합성 복합체(MHC class I) 분자와 항원제시세포의 제2형 주조직 적합성 복합체(MHC class II) 분자 발현을 증가시킴. 구체적으로는 면역프로테아좀(MECL1, LMP2, LMP7), 항원처리 관련 수송체(TAP), ERAAP와 같은 항원처리 유전자를 유도하며, 아마 MHC 중쇄와 B2 마이크로글로불린 자체를 직접 상향조절할 것으로 여겨진다.
- 백혈구 이동에 필요한 부착과 결합을 촉진함
- 내재 방어 인자 발현을 유도함. 예를 들어 레트로바이러스에 대해서는 직접 항바이러스 효과를 가지는 관련된 유전자인 TRIM5알파, APOBEC, 테터린이 유도된다.
- 이차 세균 감염에 대해 폐포대식세포를 준비시킴[23][24]

인터페론 감마는 Th1 세포의 특징적인 일차 사이토카인이다. Th1 세포는 인터페론 감마를 분비하여 이후 덜 분화된 CD4+ 세포(Th0 세포)가 Th1 세포로 분화하게 만드는 양성 피드백 과정을 일으킨다. 이 과정에서 Th2 세포로의 분화는 억제한다. 같은 이유로 Th2 세포에서는 인터루킨 4가, Th17세포에서는 인터루킨 17이 특징적인 사이토카인이다.
자연 살해 세포와 세포독성 T세포도 인터페론 감마를 생산한다. 이를 통해 RANK-RANKL 신호 전달 경로에서 RANK 어댑터 단백질인 TRAF6을 빠르게 분해하고, 파골세포 형성을 억제한다. 이 과정에서 NF-κB 생산은 촉진된다.

### 육아종 형성에서의 활성
육아종은 제거하거나 죽일 수 없는 물질을 처리하기 위한 몸의 행동 방식이다. 육아종의 감염성 원인에는 결핵, 나병, 히스토플라스마증, 크립토코커스증, 콕시디오이데스진균증, 분아균증, 톡소포자충증이 있다. 감염성 원인이 육아종의 가장 흔한 원인이다. 감염성이 아닌 원인에는 사르코이드증, 크론병, 베릴륨증, 거세포성동맥염, 다발혈관염 동반 육아종증(베게너 육아종증), 다발혈관염 동반 호산구성 육아종증(척 스트라우스 증후군), 폐의 류마티스 결절, 폐로 음식이나 다른 특정 물질이 흡인되는 등의 원인이 있다. 이 문서에서는 육아종의 감염성 원인이 주로 다루어진다.
인터페론 감마와 육아종 사이의 중요한 관련성은 바로 인터페론 감마가 대식세포를 활성화시켜 세포 내 기생하는 유기체를 죽이는 능력을 더 강력하게 만든다는 것이다. Th1 세포에서 분비된 인터페론 감마에 의해 대식세포는 활성화된다. 이를 통해 대식세포는 미코박테리아가 대식세포 안에서 생존하기 위해 억제한 파고리소좀 형성을 다시 할 수 있게 된다. 인터페론 감마에 의해 유도된 육아종 형성의 첫 단계는 세포 내 병원체가 존재할 때 대식세포가 분비하는 인터루킨 1과 인터루킨 12에 의해 Th1 세포가 활성화되는 단계이다. 그 다음 Th1 세포는 대식세포 주변으로 모여들어 인터페론 감마를 분비하고, 대식세포를 활성화시킨다. 대식세포가 이렇게 더 활성화되면 세포 안의 세균을 더 죽일 수 있게 되고, 그러면  Th1 세포에게 더 많은 항원을 제시할 수 있게 되어 Th1 세포는 더 많은 인터페론 감마를 분비하는 식의 순환이 돌게 된다. 결국, 대식세포는 Th1 세포 주변을 둘러싸고, 섬유아세포와 유사한 세포가 되어 감염을 벽처럼 에워싸게 된다.

### 임신 중 활성
자궁 자연살해세포는 생쥐에서의 인터페론 감마처럼 높은 농도의 화학유인물질을 분비한다. 인터페론 감마는 산모의 코일동맥 벽을 확장시키고 얇게 하여 착상 부위로의 혈류를 증가시킨다. 이런 변화는 태반이 자궁 쪽까지 들어와 영양을 공급받기 위해 발달하는 것을 돕는다. 인터페론 감마 적중(knockout) 마우스는 임신으로 인해 유도되는 정상적인 탈락막 동맥의 변화에 실패했다. 이 모델에서는 탈락막의 세포가 비정상적으로 적으며 괴사가 일어나기도 했다.
사람에서 인터페론 감마 농도의 증가는 유산 위험성 증가와 관련되어 있다. 상관관계 연구는 자연유산 병력이 있는 여성에서 그런 병력이 없는 여성보다 인터페론 감마 농도가 높다는 것을 발견했다. 또한 낮은 인터페론 감마 농도가 출산 때까지 잘 아기를 배고 있던 여성과 관련되어 있었다. 인터페론 감마가 영양막에 세포독성을 가져 유산을 일으켰을 가능성이 있다. 그러나 인터페론 감마와 유산 간의 관계에 대한 인과관계 연구는 의료 윤리상의 문제로 인해 수행된 사례가 없다.

## 생산
재조합 인간 인터페론 감마는 비싼 생물약제로, 원핵생물, 원생생물, 진균, 식물, 곤충, 포유류 세포 등 다양한 다른 발현 시스템을 통해 발현된다. 인간 인터페론 감마는 흔히 대장균(E. coli)에서 발현되며, ACTIMMUNE®이라는 이름으로 판매되고 있다. 그러나 원핵생물의 발현 시스템은 주사 이후 혈류에서 짧은 반감기를 가지며, 세균 발현 시스템에서 거치는 정화 과정도 비용이 많이 든다. 피치아 파스토리스(Pichia pastoris)와 같은 다른 발현 시스템은 생산량 측면에서 만족스러운 결과를 보여주지 못했다.

## 치료 목적의 사용
인터페론 감마 1b는 만성 육아종성 질환(CGD)과 골화석증을 치료하는 목적으로 미국 식품의약국의 승인을 받았다. 인터페론 감마가 CGD에 치료 효과를 보이는 기전은 환자의 산화 대사를 교정하여 호중구가 카탈레이스 양성 세균에 대항하는 효능을 강화하는 것이다.
특발성 폐섬유증(IPF) 치료 목적으로는 승인받지 않았다. 2002년 제조사 InterMune은 3상 연구 데이터에서 인터페론 감마가 IPF 환자의 생존에 이득이 있으며, 경도에도 중등도 환자들에서 사망률을 70% 감소시켰다는 발표를 냈다. 미국 법무부는 이 발표가 거짓되고 사실을 오도하는 내용이 들어가 있다고 밝혔다. InterMune의 최고 경영자였던 Scott Harkonen은 시험 데이터를 조작한 혐의로 고발당했고, 벌금과 사회봉사 활동 판결을 받았다. Harkonen은 유죄 판결을 받은 뒤 미국 제9연방 순회 항소법원에 항소했으나 패소했다. Harkonen은 도널드 트럼프에 의해 2021년 1월 20일 사면 받았다.
프리드라이히 운동실조 치료에서 인터페론 감마의 역할에 관한 필라델피아 아동병원의 예비 연구는 단기(< 6개월) 치료에서 긍정적인 효과를 찾아내지 못하였다. 그러나 터키의 연구자들은 치료 6개월 후 환자의 보행과 자세에 큰 효과가 있다는 것을 발견했다.
공식적으로 승인되지는 않았지만, 인터페론 감마는 중등도에서 중증의 아토피 피부염 환자를 치료하는 데에도 효과적인 것으로 밝혀졌다. 특히 재조합 인터페론 감마 치료는 인터페론 감마 발현이 낮아져 헤르페스 심플렉스 바이러스 소인을 가진 환자나 소아 환자에서 치료 성공 가능성을 보였다.

## 면역치료에서의 잠재적 사용
인터페론 감마는 제1형과 제2형 주조직 적합성 복합체 분자 발현을 상향조절하여 면역계의 인식 기능과 병을 일으키는 세포를 제거하는 기능을 증가시키며, 암세포가 증식하는 것을 억제한다. 또한 종양 구조에 부정적인 영향을 미치는 피브로넥틴을 상향조절하여 종양의 전이를 감소시킨다.
면역항암요법에서 아직 인터페론 감마는 승인을 받지 못했다. 그러나 방광암이나 흑색종 환자에 인터페론 감마를 투여했을 때 생존률이 개선되었다. 가장 가능성 있는 연구 결과는 2기와 3기 난소암 환자에서 얻어졌다. 반대로 CD8+ T세포에 의해 분비된 인터페론 감마는 난소암 세포에서 PD-L1을 상향조절해 종양의 성장을 촉진한다는 사실도 강조되었다. 암세포에서 인터페론 감마의 생체외(in vitro) 연구는 더 광범위하게 이루어졌으며, 성장 억제와 세포의 죽음을 일으키는 인터페론 감마의 증식 억제 효과를 보여주었다. 세포의 죽음은 일반적으로 세포자멸사에 의해 유도되었으나 간혹 자가포식에 의해 이루어지기도 했다. 추가로, HEK293에서 발현된, 포유류의 글리코실화된 형태의 재조합 인터페론 감마가 대장균에서 발현된 글리코실화되지 않은 형태보다 치료 효능이 개선되었다고 보고되었다.

## 상호작용
인터페론 감마는 인터페론 감마 수용체 1, 인터페론 감마 수용체 2와 상호작용한다.

### 질병
인터페론 감마는 샤가스병의 원인인 크루스파동편모충(Trypanosoma cruzi)과 같은 일부 세포 내 기생 병원체에 대한 면역 반응에서 결정적인 역할을 하는 것으로 알려져 있다. 또한 지루성 피부염에서도 인터루킨 2와 함께 면역 반응을 일으키는 역할을 한다고 밝혀졌다.
인터페론 감마는 헤르페스 심플렉스 바이러스(HSV) 감염에서 중대한 항바이러스 효과를 가진다. 인터페론 감마는 감염된 세포의 핵으로 HSV가 수송되기 위해 이용하는 미세소관이 제 기능을 못하게 하여, HSV의 복제 능력을 억제한다. 마우스에서 아시클로버 내성 헤르페스에 관한 연구는 인터페론 감마 치료가 헤르페스 바이러스 수를 크게 감소시킬 수 있다는 것을 보여주었다. 인터페론 감마가 헤르페스 복제를 억제하는 기전은 T세포와 독립적으로, 이것은 인터페론 감마가 T세포 수가 적은 환자에서도 효과적인 치료 방법이 될 수 있다는 의미를 가진다.
클라미디아 감염은 숙주 세포의 인터페론 감마에 영향을 받는다. 인간의 상피세포에서 인터페론 감마는 인돌아민 2,3-이산소화효소(IDO) 발현을 상향조절하여 숙주의 트립토판을 고갈시키고, 클라미디아의 복제를 방해한다. 또한 설치류의 상피세포에서 인터페론 감마는 GTP에이스를 상향조절하여 클라미디아의 증식을 억제한다. 인간과 설치류 양쪽에서 클라미디아는 숙주 세포의 공격을 피하기 위한 기전을 진화시켜 왔다.

## 조절
인터페론 감마 발현이 5' 비번역 부위에 있는 조절 요소에 의해 조절된다는 근거가 있다.
또한 인터페론 감마가 microRNA인 miR-29에 의해 직접적, 또는 간접적으로 조절된다는 근거도 있다.
인터페론 감마 발현이 T세포에서 글리세르알데하이드 3-인산 탈수소효소(GADPH)를 통해 조절된다는 근거도 존재한다. 이 상호작용은 GADPH가 결합해 mRNA 서열의 번역을 막는 3' 비번역 부위에서 일어난다.

## 참고 문헌
이 문서는 현재 퍼블릭 도메인에 속하는 미국 국립 의학 도서관의 내용을 기초로 작성된 글이 포함되어 있습니다.
1. 1 2 3  GRCh38: Ensembl release 89: ENSG00000111537 - 앙상블, May 2017
2. 1 2 3  GRCm38: Ensembl release 89: ENSMUSG00000055170 - 앙상블, May 2017
3. ↑  “Human PubMed Reference:”. 《National Center for Biotechnology Information, U.S. National Library of Medicine》.
4. ↑  “Mouse PubMed Reference:”. 《National Center for Biotechnology Information, U.S. National Library of Medicine》.
5. ↑  Gray PW, Goeddel DV (August 1982). “Structure of the human immune interferon gene”. 《Nature》 298 (5877): 859–863. Bibcode:1982Natur.298..859G. doi:10.1038/298859a0. PMID 6180322. S2CID 4275528.
6. ↑  Wheelock EF (July 1965). “Interferon-Like Virus-Inhibitor Induced in Human Leukocytes by Phytohemagglutinin”. 《Science》 149 (3681): 310–311. Bibcode:1965Sci...149..310W. doi:10.1126/science.149.3681.310. PMID 17838106. S2CID 1366348.
7. ↑  Green JA, Cooperband SR, Kibrick S (June 1969). “Immune specific induction of interferon production in cultures of human blood lymphocytes”. 《Science》 164 (3886): 1415–1417. Bibcode:1969Sci...164.1415G. doi:10.1126/science.164.3886.1415. PMID 5783715. S2CID 32651832.
8. ↑  Milstone LM, Waksman BH (November 1970). “Release of virus inhibitor from tuberculin-sensitized peritoneal cells stimulated by antigen”. 《Journal of Immunology》 105 (5): 1068–1071. PMID 4321289.
9. ↑  Naylor SL, Sakaguchi AY, Shows TB, Law ML, Goeddel DV, Gray PW (March 1983). “Human immune interferon gene is located on chromosome 12”. 《The Journal of Experimental Medicine》 157 (3): 1020–1027. doi:10.1084/jem.157.3.1020. PMC 2186972. PMID 6403645.
10. ↑  “Entrez Gene: IFNGR2”.
11. ↑  “Entrez Gene: INFG”.
12. ↑  Schoenborn JR, Wilson CB (2007). 〈Regulation of Interferon‐γ During Innate and Adaptive Immune Responses〉. 《Regulation of interferon-gamma during innate and adaptive immune responses》. 《Advances in Immunology》 96. 41–101쪽. doi:10.1016/S0065-2776(07)96002-2. ISBN 978-0-12-373709-0. PMID 17981204.
13. ↑  Artis D, Spits H (January 2015). “The biology of innate lymphoid cells”. 《Nature》 517 (7534): 293–301. Bibcode:2015Natur.517..293A. doi:10.1038/nature14189. PMID 25592534. S2CID 4386692.
14. ↑  Ealick SE, Cook WJ, Vijay-Kumar S, Carson M, Nagabhushan TL, Trotta PP, Bugg CE (May 1991). “Three-dimensional structure of recombinant human interferon-gamma”. 《Science》 252 (5006): 698–702. Bibcode:1991Sci...252..698E. doi:10.1126/science.1902591. PMID 1902591.
15. 1 2 3 4 5  PDB 1FG9; Thiel DJ, le Du MH, Walter RL, D'Arcy A, Chène C, Fountoulakis M,  외. (September 2000). “Observation of an unexpected third receptor molecule in the crystal structure of human interferon-gamma receptor complex”. 《Structure》 8 (9): 927–936. doi:10.1016/S0969-2126(00)00184-2. PMID 10986460.
16. ↑  Hu X, Ivashkiv LB (October 2009). “Cross-regulation of signaling pathways by interferon-gamma: implications for immune responses and autoimmune diseases”. 《Immunity》 31 (4): 539–550. doi:10.1016/j.immuni.2009.09.002. PMC 2774226. PMID 19833085.
17. 1 2  Sadir R, Forest E, Lortat-Jacob H (May 1998). “The heparan sulfate binding sequence of interferon-gamma increased the on rate of the interferon-gamma-interferon-gamma receptor complex formation”. 《The Journal of Biological Chemistry》 273 (18): 10919–10925. doi:10.1074/jbc.273.18.10919. PMID 9556569.
18. ↑  Vanhaverbeke C, Simorre JP, Sadir R, Gans P, Lortat-Jacob H (November 2004). “NMR characterization of the interaction between the C-terminal domain of interferon-gamma and heparin-derived oligosaccharides”. 《The Biochemical Journal》 384 (Pt 1): 93–99. doi:10.1042/BJ20040757. PMC 1134092. PMID 15270718.
19. 1 2  Lortat-Jacob H, Grimaud JA (March 1991). “Interferon-gamma binds to heparan sulfate by a cluster of amino acids located in the C-terminal part of the molecule”. 《FEBS Letters》 280 (1): 152–154. doi:10.1016/0014-5793(91)80225-R. PMID 1901275. S2CID 45942972.
20. ↑  Castro F, Cardoso AP, Gonçalves RM, Serre K, Oliveira MJ (2018). “Interferon-Gamma at the Crossroads of Tumor Immune Surveillance or Evasion”. 《Frontiers in Immunology》 9: 847. doi:10.3389/fimmu.2018.00847. PMC 5945880. PMID 29780381.
21. ↑  Schroder K, Hertzog PJ, Ravasi T, Hume DA (February 2004). “Interferon-gamma: an overview of signals, mechanisms and functions”. 《Journal of Leukocyte Biology》 75 (2): 163–189. doi:10.1189/jlb.0603252. PMID 14525967. S2CID 15862242.
22. ↑  Konjević GM, Vuletić AM, Mirjačić Martinović KM, Larsen AK, Jurišić VB (May 2019). “The role of cytokines in the regulation of NK cells in the tumor environment”. 《Cytokine》 117: 30–40. doi:10.1016/j.cyto.2019.02.001. PMID 30784898. S2CID 73482632.
23. ↑  Hoyer FF, Naxerova K, Schloss MJ, Hulsmans M, Nair AV, Dutta P,  외. (November 2019). “Tissue-Specific Macrophage Responses to Remote Injury Impact the Outcome of Subsequent Local Immune Challenge”. 《Immunity》 51 (5): 899–914.e7. doi:10.1016/j.immuni.2019.10.010. PMC 6892583. PMID 31732166.
24. ↑  Yao Y, Jeyanathan M, Haddadi S, Barra NG, Vaseghi-Shanjani M, Damjanovic D,  외. (November 2018). “Induction of Autonomous Memory Alveolar Macrophages Requires T Cell Help and Is Critical to Trained Immunity”. 《Cell》 175 (6): 1634–1650.e17. doi:10.1016/j.cell.2018.09.042. PMID 30433869.
25. ↑  Luckheeram RV, Zhou R, Verma AD, Xia B (2012). “CD4⁺T cells: differentiation and functions”. 《Clinical & Developmental Immunology》 2012: 925135. doi:10.1155/2012/925135. PMC 3312336. PMID 22474485.
26. ↑  Mukhopadhyay S, Farver CF, Vaszar LT, Dempsey OJ, Popper HH, Mani H,  외. (January 2012). “Causes of pulmonary granulomas: a retrospective study of 500 cases from seven countries”. 《Journal of Clinical Pathology》 65 (1): 51–57. doi:10.1136/jclinpath-2011-200336. PMID 22011444. S2CID 28504428.
27. ↑  Wu C, Xue Y, Wang P, Lin L, Liu Q, Li N,  외. (September 2014). “IFN-γ primes macrophage activation by increasing phosphatase and tensin homolog via downregulation of miR-3473b”. 《Journal of Immunology》 193 (6): 3036–3044. doi:10.4049/jimmunol.1302379. PMID 25092892. S2CID 90897269.
28. ↑  Herbst S, Schaible UE, Schneider BE (May 2011). “Interferon gamma activated macrophages kill mycobacteria by nitric oxide induced apoptosis”. 《PLOS ONE》 6 (5): e19105. Bibcode:2011PLoSO...619105H. doi:10.1371/journal.pone.0019105. PMC 3085516. PMID 21559306.
29. ↑  Harris J, Master SS, De Haro SA, Delgado M, Roberts EA, Hope JC,  외. (March 2009). “Th1-Th2 polarisation and autophagy in the control of intracellular mycobacteria by macrophages”. 《Veterinary Immunology and Immunopathology》 128 (1–3): 37–43. doi:10.1016/j.vetimm.2008.10.293. PMC 2789833. PMID 19026454.
30. ↑  Ashkar AA, Di Santo JP, Croy BA (July 2000). “Interferon gamma contributes to initiation of uterine vascular modification, decidual integrity, and uterine natural killer cell maturation during normal murine pregnancy”. 《The Journal of Experimental Medicine》 192 (2): 259–270. doi:10.1084/jem.192.2.259. PMC 2193246. PMID 10899912.
31. ↑  Micallef A, Grech N, Farrugia F, Schembri-Wismayer P, Calleja-Agius J (January 2014). “The role of interferons in early pregnancy”. 《Gynecological Endocrinology》 30 (1): 1–6. doi:10.3109/09513590.2012.743011. PMID 24188446. S2CID 207489059.
32. ↑  Berkowitz RS, Hill JA, Kurtz CB, Anderson DJ (January 1988). “Effects of products of activated leukocytes (lymphokines and monokines) on the growth of malignant trophoblast cells in vitro”. 《American Journal of Obstetrics and Gynecology》 158 (1): 199–203. doi:10.1016/0002-9378(88)90810-1. PMID 2447775.
33. 1 2  Razaghi A, Owens L, Heimann K (December 2016). “Review of the recombinant human interferon gamma as an immunotherapeutic: Impacts of production platforms and glycosylation”. 《Journal of Biotechnology》 240: 48–60. doi:10.1016/j.jbiotec.2016.10.022. PMID 27794496.
34. ↑  Razaghi A, Tan E, Lua LH, Owens L, Karthikeyan OP, Heimann K (January 2017). “Is Pichia pastoris a realistic platform for industrial production of recombinant human interferon gamma?”. 《Biologicals》 45: 52–60. doi:10.1016/j.biologicals.2016.09.015. PMID 27810255.
35. ↑  Todd PA, Goa KL (January 1992). “Interferon gamma-1b. A review of its pharmacology and therapeutic potential in chronic granulomatous disease”. 《Drugs》 43 (1): 111–122. doi:10.2165/00003495-199243010-00008. PMID 1372855. S2CID 46986837.
36. ↑  Key LL, Ries WL, Rodriguiz RM, Hatcher HC (July 1992). “Recombinant human interferon gamma therapy for osteopetrosis”. 《The Journal of Pediatrics》 121 (1): 119–124. doi:10.1016/s0022-3476(05)82557-0. PMID 1320672.
37. ↑  Errante PR, Frazão JB, Condino-Neto A (November 2008). “The use of interferon-gamma therapy in chronic granulomatous disease”. 《Recent Patents on Anti-Infective Drug Discovery》 3 (3): 225–230. doi:10.2174/157489108786242378. PMID 18991804.
38. ↑  Silverman E (September 2013). “Drug Marketing. The line between scientific uncertainty and promotion of snake oil”. 《BMJ》 347: f5687. doi:10.1136/bmj.f5687. PMID 24055923. S2CID 27716008.
39. ↑  “Statement from the Press Secretary Regarding Executive Grants of Clemency”. 《whitehouse.gov》. 2021년 1월 20일  – National Archives 경유.
40. ↑  Wells M, Seyer L, Schadt K, Lynch DR (December 2015). “IFN-γ for Friedreich ataxia: present evidence”. 《Neurodegenerative Disease Management》 5 (6): 497–504. doi:10.2217/nmt.15.52. PMID 26634868.
41. ↑  Seyer L, Greeley N, Foerster D, Strawser C, Gelbard S, Dong Y,  외. (July 2015). “Open-label pilot study of interferon gamma-1b in Friedreich ataxia”. 《Acta Neurologica Scandinavica》 132 (1): 7–15. doi:10.1111/ane.12337. PMID 25335475. S2CID 207014054.
42. ↑  Lynch DR, Hauser L, McCormick A, Wells M, Dong YN, McCormack S,  외. (March 2019). “Randomized, double-blind, placebo-controlled study of interferon-γ 1b in Friedreich Ataxia”. 《Annals of Clinical and Translational Neurology》 6 (3): 546–553. doi:10.1002/acn3.731. PMC 6414489. PMID 30911578.
43. ↑  Yetkİn MF, GÜltekİn M (December 2020). “Efficacy and Tolerability of Interferon Gamma in Treatment of Friedreich's Ataxia: Retrospective Study”. 《Noro Psikiyatri Arsivi》 57 (4): 270–273. doi:10.29399/npa.25047. PMC 7735154. PMID 33354116.
44. ↑  Akhavan A, Rudikoff D (June 2008). “Atopic dermatitis: systemic immunosuppressive therapy”. 《Seminars in Cutaneous Medicine and Surgery》 27 (2): 151–155. doi:10.1016/j.sder.2008.04.004. PMID 18620137.
45. ↑  Schneider LC, Baz Z, Zarcone C, Zurakowski D (March 1998). “Long-term therapy with recombinant interferon-gamma (rIFN-gamma) for atopic dermatitis”. 《Annals of Allergy, Asthma & Immunology》 80 (3): 263–268. doi:10.1016/S1081-1206(10)62968-7. PMID 9532976.
46. ↑  Hanifin JM, Schneider LC, Leung DY, Ellis CN, Jaffe HS, Izu AE,  외. (February 1993). “Recombinant interferon gamma therapy for atopic dermatitis”. 《Journal of the American Academy of Dermatology》 28 (2 Pt 1): 189–197. doi:10.1016/0190-9622(93)70026-p. PMID 8432915.
47. ↑  Brar K, Leung DY (2016). “Recent considerations in the use of recombinant interferon gamma for biological therapy of atopic dermatitis”. 《Expert Opinion on Biological Therapy》 16 (4): 507–514. doi:10.1517/14712598.2016.1135898. PMC 4985031. PMID 26694988.
48. ↑  Kak G, Raza M, Tiwari BK (May 2018). “Interferon-gamma (IFN-γ): Exploring its implications in infectious diseases”. 《Biomolecular Concepts》 9 (1): 64–79. doi:10.1515/bmc-2018-0007. PMID 29856726. S2CID 46922378.
49. ↑  Jorgovanovic D, Song M, Wang L, Zhang Y (2020년 9월 29일). “Roles of IFN-γ in tumor progression and regression: a review”. 《Biomarker Research》 8 (1): 49. doi:10.1186/s40364-020-00228-x. PMC 7526126. PMID 33005420.
50. ↑  Abiko K, Matsumura N, Hamanishi J, Horikawa N, Murakami R, Yamaguchi K,  외. (April 2015). “IFN-γ from lymphocytes induces PD-L1 expression and promotes progression of ovarian cancer”. 《British Journal of Cancer》 112 (9): 1501–1509. doi:10.1038/bjc.2015.101. PMC 4453666. PMID 25867264.
51. ↑  Razaghi A, Villacrés C, Jung V, Mashkour N, Butler M, Owens L, Heimann K (October 2017). “Improved therapeutic efficacy of mammalian expressed-recombinant interferon gamma against ovarian cancer cells”. 《Experimental Cell Research》 359 (1): 20–29. doi:10.1016/j.yexcr.2017.08.014. PMID 28803068. S2CID 12800448.
52. ↑  Thiel DJ, le Du MH, Walter RL, D'Arcy A, Chène C, Fountoulakis M,  외. (September 2000). “Observation of an unexpected third receptor molecule in the crystal structure of human interferon-gamma receptor complex”. 《Structure》 8 (9): 927–936. doi:10.1016/S0969-2126(00)00184-2. PMID 10986460.
53. ↑  Kotenko SV, Izotova LS, Pollack BP, Mariano TM, Donnelly RJ, Muthukumaran G,  외. (September 1995). “Interaction between the components of the interferon gamma receptor complex”. 《The Journal of Biological Chemistry》 270 (36): 20915–20921. doi:10.1074/jbc.270.36.20915. PMID 7673114.
54. ↑  Leon Rodriguez DA, Carmona FD, Echeverría LE, González CI, Martin J (March 2016). “IL18 Gene Variants Influence the Susceptibility to Chagas Disease”. 《PLOS Neglected Tropical Diseases》 10 (3): e0004583. doi:10.1371/journal.pntd.0004583. PMC 4814063. PMID 27027876.
55. ↑  Trznadel-Grodzka E, Błaszkowski M, Rotsztejn H (November 2012). “Investigations of seborrheic dermatitis. Part I. The role of selected cytokines in the pathogenesis of seborrheic dermatitis”. 《Postepy Higieny I Medycyny Doswiadczalnej》 66: 843–847. doi:10.5604/17322693.1019642. PMID 23175340.
56. ↑  Bigley NJ (2014년 2월 6일). “Complexity of Interferon-γ Interactions with HSV-1”. 《Frontiers in Immunology》 5: 15. doi:10.3389/fimmu.2014.00015. PMC 3915238. PMID 24567732.
57. ↑  Sodeik B, Ebersold MW, Helenius A (March 1997). “Microtubule-mediated transport of incoming herpes simplex virus 1 capsids to the nucleus”. 《The Journal of Cell Biology》 136 (5): 1007–1021. doi:10.1083/jcb.136.5.1007. PMC 2132479. PMID 9060466.
58. ↑  Huang WY, Su YH, Yao HW, Ling P, Tung YY, Chen SH,  외. (March 2010). “Beta interferon plus gamma interferon efficiently reduces acyclovir-resistant herpes simplex virus infection in mice in a T-cell-independent manner”. 《The Journal of General Virology》 91 (Pt 3): 591–598. doi:10.1099/vir.0.016964-0. PMID 19906941.
59. ↑  Sainz B, Halford WP (November 2002). “Alpha/Beta interferon and gamma interferon synergize to inhibit the replication of herpes simplex virus type 1”. 《Journal of Virology》 76 (22): 11541–11550. doi:10.1128/JVI.76.22.11541-11550.2002. PMC 136787. PMID 12388715.
60. ↑  Khanna KM, Lepisto AJ, Decman V, Hendricks RL (August 2004). “Immune control of herpes simplex virus during latency”. 《Current Opinion in Immunology》 16 (4): 463–469. doi:10.1016/j.coi.2004.05.003. PMID 15245740.
61. ↑  Rottenberg ME, Gigliotti-Rothfuchs A, Wigzell H (August 2002). “The role of IFN-gamma in the outcome of chlamydial infection”. 《Current Opinion in Immunology》 14 (4): 444–451. doi:10.1016/s0952-7915(02)00361-8. PMID 12088678.
62. ↑  Taylor MW, Feng GS (August 1991). “Relationship between interferon-gamma, indoleamine 2,3-dioxygenase, and tryptophan catabolism”. 《FASEB Journal》 5 (11): 2516–2522. doi:10.1096/fasebj.5.11.1907934. PMID 1907934. S2CID 25298471.
63. ↑  Bernstein-Hanley I, Coers J, Balsara ZR, Taylor GA, Starnbach MN, Dietrich WF (September 2006). “The p47 GTPases Igtp and Irgb10 map to the Chlamydia trachomatis susceptibility locus Ctrq-3 and mediate cellular resistance in mice”. 《Proceedings of the National Academy of Sciences of the United States of America》 103 (38): 14092–14097. Bibcode:2006PNAS..10314092B. doi:10.1073/pnas.0603338103. PMC 1599917. PMID 16959883.
64. ↑  Nelson DE, Virok DP, Wood H, Roshick C, Johnson RM, Whitmire WM,  외. (July 2005). “Chlamydial IFN-gamma immune evasion is linked to host infection tropism”. 《Proceedings of the National Academy of Sciences of the United States of America》 102 (30): 10658–10663. Bibcode:2005PNAS..10210658N. doi:10.1073/pnas.0504198102. PMC 1180788. PMID 16020528.
65. ↑  Ben-Asouli Y, Banai Y, Pel-Or Y, Shir A, Kaempfer R (January 2002). “Human interferon-gamma mRNA autoregulates its translation through a pseudoknot that activates the interferon-inducible protein kinase PKR”. 《Cell》 108 (2): 221–232. doi:10.1016/S0092-8674(02)00616-5. PMID 11832212. S2CID 14722737.
66. ↑  Asirvatham AJ, Gregorie CJ, Hu Z, Magner WJ, Tomasi TB (April 2008). “MicroRNA targets in immune genes and the Dicer/Argonaute and ARE machinery components”. 《Molecular Immunology》 45 (7): 1995–2006. doi:10.1016/j.molimm.2007.10.035. PMC 2678893. PMID 18061676.
67. ↑  Chang CH, Curtis JD, Maggi LB, Faubert B, Villarino AV, O'Sullivan D,  외. (June 2013). “Posttranscriptional control of T cell effector function by aerobic glycolysis”. 《Cell》 153 (6): 1239–1251. doi:10.1016/j.cell.2013.05.016. PMC 3804311. PMID 23746840.

## 추가 자료
- Hall SK (1997). 《A commotion in the blood: life, death, and the immune system》. New York: Henry Holt. ISBN 978-0-8050-5841-3.
- Ikeda H, Old LJ, Schreiber RD (April 2002). “The roles of IFN gamma in protection against tumor development and cancer immunoediting”. 《Cytokine & Growth Factor Reviews》 13 (2): 95–109. doi:10.1016/S1359-6101(01)00038-7. PMID 11900986.
- Chesler DA, Reiss CS (December 2002). “The role of IFN-gamma in immune responses to viral infections of the central nervous system”. 《Cytokine & Growth Factor Reviews》 13 (6): 441–454. doi:10.1016/S1359-6101(02)00044-8. PMID 12401479.
- Dessein A, Kouriba B, Eboumbou C, Dessein H, Argiro L, Marquet S,  외. (October 2004). “Interleukin-13 in the skin and interferon-gamma in the liver are key players in immune protection in human schistosomiasis”. 《Immunological Reviews》 201: 180–190. doi:10.1111/j.0105-2896.2004.00195.x. PMID 15361241. S2CID 25378236.
- Joseph AM, Kumar M, Mitra D (January 2005). “Nef: "necessary and enforcing factor" in HIV infection”. 《Current HIV Research》 3 (1): 87–94. doi:10.2174/1570162052773013. PMID 15638726.
- Copeland KF (December 2005). “Modulation of HIV-1 transcription by cytokines and chemokines”. 《Mini Reviews in Medicinal Chemistry》 5 (12): 1093–1101. doi:10.2174/138955705774933383. PMID 16375755.
- Chiba H, Kojima T, Osanai M, Sawada N (January 2006). “The significance of interferon-gamma-triggered internalization of tight-junction proteins in inflammatory bowel disease”. 《Science's STKE》 2006 (316): pe1. doi:10.1126/stke.3162006pe1. PMID 16391178. S2CID 85320208.
- Tellides G, Pober JS (March 2007). “Interferon-gamma axis in graft arteriosclerosis”. 《Circulation Research》 100 (5): 622–632. CiteSeerX 10.1.1.495.2743. doi:10.1161/01.RES.0000258861.72279.29. PMID 17363708. S2CID 254247.